# Hendrik II van Namen
Hendrik II van Courtenay (circa 1212/1216 - 1229) was van 1226 tot 1229 markgraaf van Namen uit het huis Courtenay. Hij was de derde van de vier zonen van Peter van Courtenay (- 1217/1219) en Yolande van Vlaanderen (- 1219).
Hendrik was tijdens zijn leven minderjarig en stond onder de voogdij van Engelram III van Coucy. Hij kon in 1226 zijn kinderloos overleden oudste broer, Filips II, opvolgen, omdat de tweede-oudste Robert keizer in het verre Constantinopel was. Of Hendrik bij Roberts dood in 1228 als zijn mogelijke opvolger is overwogen, is nog onduidelijk.
Hij werd door graaf Ferdinand van Vlaanderen in het bezit van Namen bedreigd. Op de Rijksdag van Aken in maart 1227 werd Hendrik in het bezit van het graafschap Namen bevestigd. Hij stierf in het voorjaar van 1229, waarna zijn oudere zus Margaretha de regering in Namen opnam.

## Voorouders
| Voorouders van Hendrik II van Namen (1212-1229) | Voorouders van Hendrik II van Namen (1212-1229)                                 | Voorouders van Hendrik II van Namen (1212-1229)                                 | Voorouders van Hendrik II van Namen (1212-1229)                               | Voorouders van Hendrik II van Namen (1212-1229)                               | Voorouders van Hendrik II van Namen (1212-1229)                               | Voorouders van Hendrik II van Namen (1212-1229)                               | Voorouders van Hendrik II van Namen (1212-1229)                               | Voorouders van Hendrik II van Namen (1212-1229)                               |
| ----------------------------------------------- | ------------------------------------------------------------------------------- | ------------------------------------------------------------------------------- | ----------------------------------------------------------------------------- | ----------------------------------------------------------------------------- | ----------------------------------------------------------------------------- | ----------------------------------------------------------------------------- | ----------------------------------------------------------------------------- | ----------------------------------------------------------------------------- |
| Overgrootouders                                 | Lodewijk VI van Frankrijk (1081-1137) ∞ 1115 Adelheid van Maurienne (1092-1154) | Lodewijk VI van Frankrijk (1081-1137) ∞ 1115 Adelheid van Maurienne (1092-1154) | Reinout van Courtenay (1110-1161) ∞ Helena van Donjon (-)                     | Reinout van Courtenay (1110-1161) ∞ Helena van Donjon (-)                     | Boudewijn IV van Henegouwen (1110-1171) ∞ 1127 Aleidis van Namen (1110-1169)  | Boudewijn IV van Henegouwen (1110-1171) ∞ 1127 Aleidis van Namen (1110-1169)  | Diederik van de Elzas (1100-1168) ∞ 1139 Sybille van Anjou (1116-1165)        | Diederik van de Elzas (1100-1168) ∞ 1139 Sybille van Anjou (1116-1165)        |
| Grootouders                                     | Peter I van Courtenay (1126-1183) ∞ 1150 Elisabeth van Courtenay (1127-1205)    | Peter I van Courtenay (1126-1183) ∞ 1150 Elisabeth van Courtenay (1127-1205)    | Peter I van Courtenay (1126-1183) ∞ 1150 Elisabeth van Courtenay (1127-1205)  | Peter I van Courtenay (1126-1183) ∞ 1150 Elisabeth van Courtenay (1127-1205)  | Boudewijn de Moedige (1150-1195)) ∞ 1139 Margaretha van de Elzas (1145-1194)  | Boudewijn de Moedige (1150-1195)) ∞ 1139 Margaretha van de Elzas (1145-1194)  | Boudewijn de Moedige (1150-1195)) ∞ 1139 Margaretha van de Elzas (1145-1194)  | Boudewijn de Moedige (1150-1195)) ∞ 1139 Margaretha van de Elzas (1145-1194)  |
| Ouders                                          | Peter II van Courtenay (1167-1219)) ∞ 1193 Yolande van Henegouwen (1175-1219)   | Peter II van Courtenay (1167-1219)) ∞ 1193 Yolande van Henegouwen (1175-1219)   | Peter II van Courtenay (1167-1219)) ∞ 1193 Yolande van Henegouwen (1175-1219) | Peter II van Courtenay (1167-1219)) ∞ 1193 Yolande van Henegouwen (1175-1219) | Peter II van Courtenay (1167-1219)) ∞ 1193 Yolande van Henegouwen (1175-1219) | Peter II van Courtenay (1167-1219)) ∞ 1193 Yolande van Henegouwen (1175-1219) | Peter II van Courtenay (1167-1219)) ∞ 1193 Yolande van Henegouwen (1175-1219) | Peter II van Courtenay (1167-1219)) ∞ 1193 Yolande van Henegouwen (1175-1219) |